# Walckenaeria keikoae
Walckenaeria keikoae este o specie de păianjeni din genul Walckenaeria, familia Linyphiidae, descrisă de Saito, 1988. Conform Catalogue of Life specia Walckenaeria keikoae nu are subspecii cunoscute.